# Таргоне-Віти
Таргоне-Віти (пол. Targonie-Wity) — село в Польщі, у гміні Завади Білостоцького повіту Підляського воєводства.
Населення — 107 осіб (2011).
У 1975-1998 роках село належало до Ломжинського воєводства.

## Демографія
Демографічна структура станом на 31 березня 2011 року:
|          | Загалом | Допрацездатний вік | Працездатний вік | Постпрацездатний вік |
| -------- | ------- | ------------------ | ---------------- | -------------------- |
| Чоловіки | 42      | 8                  | 29               | 5                    |
| Жінки    | 65      | 16                 | 27               | 22                   |
| Разом    | 107     | 24                 | 56               | 27                   |